# Tomislav Ružić
Tomislav Ružić (Zara, 2 luglio 1979) è un ex cestista croato.

## Palmarès
- Coppa di Croazia: 2

Zadar: 1998, 2000